# Château de Clermont (Saint-Geoire-en-Valdaine)
Pour les articles homonymes, voir Château de Clermont.
Le château de Clermont ou château de Saint-Geoire est un édifice situé à Saint-Geoire-en-Valdaine, en France.

## Situation
Le château de Clermont est situé sur le territoire de la commune de Saint-Geoire-en-Valdaine, dans le département de l'Isère, en région Auvergne-Rhône-Alpes. 

## Histoire
Le château de Clermont est le plus ancien des sept châteaux que compte la commune. Ce château tient son nom de la famille éponyme, la maison de Clermont-Tonnerre, une ancienne famille noble dauphinoise dont la filiation remonterait au IXe siècle. Cette famille transforma au cours du XVe siècle le château en palais à l'italienne, devenant ainsi une résidence plus confortable que leur forteresse de Chirens. 
Le château fut détruit lors de la seconde moitié du XVIe siècle pendant les guerres de Religion et reconstruit aux alentours de l'année 1846 dans le style néo-Renaissance par la marquise de Tourzel, dernière gouvernante des enfants de Louis XVI.